# فيليبا (كونتيسة ألستر الخامسة)
فيليبا، كونتيسة ألستر الخامسة (بالإنجليزية: Philippa, 5th Countess of Ulster)‏ كانت الكونتيسة الخامسة لألستر ومن أحد أعلام حرب الوردتين.